# Relics (album)
Relics – kompilacja utworów znanych z trzech pierwszych albumów Pink Floyd kompozycji wydanych na singlach oraz jednego wcześniej niewydanego – Biding My Time.

## Lista utworów
Album zawiera utwory:
| Nr  | Tytuł                                                       | Długość |
| --- | ----------------------------------------------------------- | ------- |
| 1.  | Arnold Layne (Barrett)                                      | 2:53    |
| 2.  | Interstellar Overdrive (Barrett/Waters/Wright/Mason)        | 9:35    |
| 3.  | See Emily Play (Barrett)                                    | 2:51    |
| 4.  | Remember A Day (Wright)                                     | 4:26    |
| 5.  | Paintbox (Wright)                                           | 3:31    |
| 6.  | Julia Dream (Waters)                                        | 2:35    |
| 7.  | Careful With That Axe, Eugene (Gilmour/Mason/Waters/Wright) | 5:42    |
| 8.  | Cirrus Minor (Waters)                                       | 5:12    |
| 9.  | The Nile Song (Waters)                                      | 3:21    |
| 10. | Biding My Time (Waters)                                     | 5:16    |
| 11. | Bike (Barrett)                                              | 3:21    |

## Twórcy
Twórcami albumu są:
- Roger Waters – gitara basowa, śpiew
- Nick Mason – perkusja, efekty dodatkowe, autor okładki w wersji brytyjskiej
- Richard Wright – instrumenty klawiszowe, śpiew
- David Gilmour – gitara, śpiew
- Syd Barrett – gitara, śpiew
- Joe Boyd – producent (utwór: 1)
- Norman Smith – producent (pozostałe utwory)
- Pink Floyd – producent (utwory: 8, 9)
- David Coleman – autor okładki w wersji amerykańskiej